# Ајуми Хара
Ајуми Хара (јап. 原 歩; 21. фебруар 1979) бивша је јапанска фудбалерка.

## Репрезентација
За репрезентацију Јапана дебитовала је 1998. године. Са репрезентацијом Јапана наступала је на Олимпијским играма (2008) и два Светска првенства (1999. и 2007). За тај тим одиграла је 42 утакмице и постигла је 2 гола.

## Статистика
| Јапан  | Јапан | Јапан |
| Год.   | Ута.  | Гол.  |
| ------ | ----- | ----- |
| 1998   | 3     | 0     |
| 1999   | 12    | 1     |
| 2000   | 6     | 0     |
| 2001   | 4     | 0     |
| 2002   | 2     | 0     |
| 2003   | 0     | 0     |
| 2004   | 1     | 0     |
| 2005   | 1     | 0     |
| 2006   | 0     | 0     |
| 2007   | 5     | 0     |
| 2008   | 8     | 1     |
| Укупно | 42    | 2     |